# Pycnodontiformes
Ordre
Les Pycnodontiformes sont un ordre éteint de poissons à nageoires rayonnées avec un corps comprimé latéralement. Cet ordre a connu une grande expansion, colonisant des environnements marins et d'eaux douces très variés, des zones géographiques couvrant le monde entier et une durée d’existence très longue du Trias inférieur jusqu'à l'Éocène, soit environ entre −237 et −34 Ma (millions d'années) .

## Description
Les Pycnodontiformes sont des poissons plutôt de petite taille caractérisés par de larges dents arrondies indiquant un régime alimentaire molluscivore (durophage), pour écraser les coquilles de mollusques, crustacés, échinodermes… Ces dents résistantes constituent les restes fossiles les plus fréquents. Ils ont vécu en milieu marin, surtout récifal, mais aussi en eaux douces, , .

## Liste desfamilles
Le nombre de familles rattachées aux Pycnodontiformes est discuté. La principale famille est celle des :
- † Pycnodontidae Agassiz, 1835.

Fossilworks y regroupe aussi les familles de :
- † Brembodontidae Tintori, 1981 ;
- † Coccodontidae Berg, 1940 ;
- † Nursallidae Blot, 1987.

Une autre famille pourrait être incluse dans cet ordre :
- † Trewavasiidae Nursall et Capasso, 2008 y est parfois incluse[7], [8].

## Étymologie
Du grec « pycno » (épais) et « odontos » (dent) pour signifier la forme épaisse de leurs larges dents broyeuses.